# باسیلیکای سنت ماریا نولا
باسیلیکای سنت ماریا نولا یک کلیسا کاتولیک واقع در فلورانس ایتالیا می‌باشد. و سده ۱۴ام میلادی به پایان رسید که این بنا را به سبک معماری گوتیک-معماری رنسانس طراحی شده‌است.